# Jan Jerzy Marszelis Sulicki
Jan Jerzy Marszelis Sulicki herbu własnego – ławnik pucki w latach 1671–1689, podsędek pucki w 1676 roku.
Był członkiem konfederacji generalnej zawiązanej 15 stycznia 1674 roku na sejmie konwokacyjnym. Poseł powiatu puckiego na sejm koronacyjny 1676 roku. Poseł powiatu puckiego na sejm 1677 roku.